# Hedotettix shangiensis
Hedotettix shangiensis är en insektsart som beskrevs av Zheng, Z. och G. Jiang 2003. Hedotettix shangiensis ingår i släktet Hedotettix och familjen torngräshoppor. Inga underarter finns listade i Catalogue of Life.